# Marasinganahalli, Maddur
Marasinganahalli là một làng thuộc tehsil Maddur, huyện Mandya, bang Karnataka, Ấn Độ.